# ビックリマン
ビックリマンは、1977年（昭和52年）から日本で発売されている株式会社ロッテのチョコレート菓子。「ビックリ」することをコンセプトとしたシールをおまけとして封入した商品である。
当初のおまけシールのシリーズは誰かを驚かせることを狙ったデザインでそれなりの人気を博していたが、1985年（昭和60年）に出した第13弾を最後に終了した。換わって新たに始まったシリーズは、驚くような珍しいシールが入っていることを売りにしたもので、トレーディングカードの要素が生まれたことも相まって人気が沸騰した。特に「悪魔VS天使」シリーズは1980年代後半から1990年代初頭にかけて大ブームを巻き起こし、アニメなど様々な関連商品をも生み出した。『別冊宝島』には1985年のサブカルチャーおよび流行の一つとして紹介されている。
本体となる「ビックリマンチョコ」は、チョコレートをウエハースではさんだものである。日本人で1970年代生まれを中心とした世代には、チョコレートの中にピーナッツが入っていたイメージが強いが、時代によって適宜変更されている。本体価格も発売当初は30円であったが、50円、60円、80円、100円と値上げされ、2005年（令和7年）以降は税込130円になった。タイアップ商品での定価はその都度異なっている。

## 概略

### チョコレート
- 1977年10月、初代「ビックリマンチョコ」が発売。「どっきりシール入り」。発売価格は30円で、シールサイズは48mm四方。ウエハースの中にはチョコとアーモンドクランチ入り。
- 1979年、（初代）ビックリマンの第2弾である「新ビックリマン」が発売。「立体どっきりシール入り！」。チョコ内のアーモンドクランチがピーナッツに変更。
- 1985年8月、10代目となる「悪魔VS天使シール入り！」が発売（至1991年）。一大ブームに。
- 1987年、過去の「悪魔VS天使シール」が入った「ビックリマンアイス」「ビックリマンスナック（カレー味→チキンコンソメ味）」が発売（至1990年）。発売価格50円。
- 1988年、公正取引委員会の指示に従い、シールの材質価値及び混入率を均一化[2][注 1]。
- 1991年8月、11代目となる「新決戦 スーパービックリマンチョコ」が発売。「バイオ悪魔VSメカ天使シール入り」（至1993年）。シールサイズ（48ｍｍ→52mm〉及びチョコのサイズが大きくなり、価格は30円から50円に変更した。派生商品である「ビックリコ」も発売され、これも同じ仕様で作られている。ただし旧来通りの仕様での10代目も1992年の31弾まで併売され続けた。
- 1998年7月、復刻された「悪魔VS天使シール」が入った「ビックリマンチョコ 伝説復刻版」が発売。以降発売分から、本体価格が60円に変更。
- 1999年7月に『ビックリマン2000』が発売。その後にビックリマン2000アイス、ビックリマン2000ドリンク〈各100円〉が発売。
- 2001年12月、復刻された「悪魔VS天使シール」が入った「ビックリマン スペシャルセレクション2」が発売。以降発売分から、チョコ内のピーナッツがアーモンドに変更（同時に発売していた『ビックリマン2000』のチョコも翌2002年、第10弾シール封入分より変更。）[3]。
- 2005年7月、悪魔VS天使シリーズの20周年として「ビックリマン 20th ANNIVERSARY」が発売。以降発売分から、本体価格が80円に変更[2]し、シールサイズが48mmに戻る。素材もすべてホロプリズムで統一されている。
- 2007年3月、「ビックリマン」の生誕30周年記念として「ビックリマンホロセレクション」チョコが発売。悪魔VS天使シリーズのホログラムシールが封入された。本体価格はこの商品のみ180円（翌2008年4月にも第2弾が発売された）。
- 2010年8月、20代目となる「ビックリマン 漢熟覇王」が発売（至2011年）。以降発売分から、チョコ内のアーモンドがクッキークランチに変更。
- 2014年8月、悪魔VS天使シリーズの30周年[注 2]として「ビックリマン オールスターセレクション」が発売。ビックリマンオールスターと明記されているが、実際は「悪魔VS天使シリーズ」のみからのセレクション。
- 2020年5月26日、悪魔VS天使シリーズ35周年[4]として「悪魔だらけのビックリマン」「天使だらけのビックリマン」が発売。悪魔VS天使シールの1〜31弾と超元祖32弾のヘッドから人気投票を行い、おもて面左上に順位の入ったタバック加工のアルミシールが封入された。悪魔・天使共にトップ10は描き下ろしが追加され、悪魔89種、天使95種の合計184種が展開された。
- 2025年4月22日、悪魔VS天使シリーズ40周年として「ヘッドだらけのビックリマン」が発売。
- 2025年7月31日、シールの製造会社が大日本印刷から変更される事が発表。
- 現在の仕様は『シールサイズ48mm四方、シール素材はエンボスメタルシールもしくはタバック加工のアルミシール、クッキークランチ入りウエハースチョコ』が基本である。本体価格においては悪魔VS天使シール系は130円、コラボ系は150円。

## シール

### 最初期
1977年に発売された際には「どっきりシール」という使って悪戯を行えるというコンセプトシールが封入されていた。背景が透明で、本物らしく似せたコンセント、キスマークなどの写真がシールになっており、壁などに貼って遊ぶことが推奨されていた。その後1985年までは「立体どっきりシール」「ウッシッシール」「マンギャシール」「まじゃりんこシール」などとマイナーチェンジを繰り返していた。
直接のシリーズ関連はないものの、コンセプト的には同じくロッテより発売されていたはりはり仮面シリーズを前身とする。

### 悪魔VS天使シール
ブームとなった「悪魔VS天使」シールは1985年から発売開始された。シールの種類は天使と悪魔とお守りの3枚1組で各12種ずつあって、2ヶ月ごとにバージョンチェンジがなされていった。悪魔は寒色系の地味な色合い、お守りは透明なシール、天使はキラキラと光っており、悪魔の4分の1の割合しか封入されていない希少度の高いシールであった。また、1箱（40個入り）に1・2枚しか入っていない更に貴重なヘッドというレアシールが存在した（通常ならば1個に1枚のオマケシールであるが、極稀に2枚入っていることもあった。）。
ビックリマンシールは、発売された翌年から小学生男子を中心に大ブームを引き起こし、毎月の販売数は1300万個にのぼり出荷金額は1000億円を超えた。フルタ製菓の「ドキドキ学園」、カネボウフーズの「ラーメンばあ」や「ガムラツイスト」、明治製菓の「仰天人間バトシーラー」、カバヤ食品の「ハリマ王の伝説」、森永乳業の「秘伝忍法帳」など、他のいくつかのメーカーからもビックリマンの類似品が多数販売されたが、追随を許さなかった。
ヒットの要因は、シールにストーリー性とゲーム性を取り入れたことにある。一見駄洒落ばかりに見えるキャラクターの名前と、神話の創世記を匂わす密度の高いストーリーが魅力的であった。シリーズが進むにつれてキャラクターがパワーアップするという手法も、ユーザーのコレクター魂を引き起こすのには十分であった。
また、シールの裏にはさまざまな文章が書かれており、アニメや漫画などの原作が無いにも拘らず、お菓子の中だけで独自のストーリーが展開されていった。これは前例の無かったことである。たまに暗号めいたものがあったりと、シール1つで、まるで読書のように行間を読ませる手法も、人気の大きな要素であった。

#### ブームの広がり
ビックリマンはまず、講談社の『コミックボンボン』が1つの話題として取り上げ、翌月に小学館の漫画雑誌『月刊コロコロコミック』で話題を取り上げた。このビックリマン人気にいち早く目を付けたのが、小学館であった。その後『コロコロ』と同社から発行している『小学三年生』でビックリマンの特集を組み、漫画の連載も始めるようになった。そこでビックリマンシールの開発者反後四郎（のちのロッテ商品開発部部長。現在は退職。）がマントと角帽という学者風の姿をした「ビックリマン博士（タンゴマン）」に扮して子供たちからの様々な質問に答えるという、ゲーム界で言うところの高橋名人のようなキャラクターも登場した。
後に同じく社会現象にまで発展したミニ四駆、バーコードバトラー、ベイブレード、甲虫王者ムシキング（いずれも小学館主導）にも同じように「博士、名人」というようなカリスマ風のナビゲーターを登場させている。また、1990年代のガンプラにも、長谷川指導員や奥田教授というナビゲーターがテレビCMや『コミックボンボン』誌上に登場した。
それからというもの、ゲーム化、アニメ化、映画化、アイスキャンデー化などとマルチな展開を見せ、ビックリマンワールドは発展していった。1988年の夏休みに発売した『コロコロコミックビックリマン臨時増刊号』は、20万部が即日完売という記録を作った。

#### ビックリマンチョコと社会問題
目当てのシールだけを抜き出し、チョコレート菓子を捨てる事例、あるいは、大量に買い込んだために食べ切れなくなったチョコレート菓子を捨てる事例が多発し、食べ物を粗末にする行為が多く報告され、全国的に社会問題となった。菓子の購入資金が裕福な年齢層による大人買いと呼ばれる大量購入行為により、品薄になる地域が発生し、社会問題に拍車を掛けた。それに伴い、一部地域では1人あたりに対する販売個数を制限し（店に入荷した箱数、1箱なら2つまで・2箱なら3つまで）、レジカウンターでの対面販売といった販売対策も取られた。
また、箱の前から3番目か4番目と8番目が希少価値の高い「ヘッド」が当たりやすいというような、根拠の無いデマも流れた。他にも、希少度の高いシールを金銭（1000 - 2000円程度）で取引するといった問題も発生した。
これらの問題を踏まえ、販売元のロッテは「ビックリマン憲章」なる規定を作り、以下の3ヶ条を推奨した。
1. シールの売買の禁止。
2. チョコレート菓子の完食。
3. シールをトレードすることにより親睦を深める。

シールの盗難もかなりあったようで、2005年にオンエアされた深夜ラジオ『伊集院光 深夜の馬鹿力』の中の1コーナーで、「盗んだり盗まれたり」という表題でリスナーから体験談を募ったところ、大半がビックリマンチョコの話題であった。
類似品、模倣品も多数出現し、その最たるものとして玩具メーカー「コスモス」によるシールの偽物（『ロッテ』の部分を『ロッチ』と改変して販売）は、1987年にロッテ側から訴訟を起こすに至る騒動となった。このほか、「入船堂産業」による「ドッキリマン」シールやゲームメーカー「日本物産」による「ビックリフィーバー」や「ビックリショット」など類似品のプライズゲームも登場した。

#### 公正取引委員会による勧告
このブームが衰え始めた原因は、公正取引委員会による勧告と見られている。公正取引委員会は1988年、ロッテに対してシールの価格差を無くす、種類毎の混入率を均一にする、特定のシールに価値が出るような広告をしない、という3つの自粛案を出した。ロッテはこの指導に従い今までキラキラと光っていたホログラム仕様のヘッドは地味なシールとなり、ヘッドが当たる確率は悪魔と同じ割合にまで引き上げられた。結果として、レアカードであったヘッド、ひいてはカード全体の価値が暴落し、一気にファンが離反するという事態となった。公正取引委員会は「おまけで釣るのではなく品質本位のフェアな競争を行ってほしい」という意図で勧告を出しているが、ロッテ広報担当は「シール規制はアメリカからの圧力が原因」との見解を示している。
これに類した事例はペプシツイスト（のちのペプシネックスゼロ）のおまけでも起きた。詳しくはペプシコーラを参照のこと。

#### ブームの終焉
第19弾をもって「悪魔VS天使」のストーリーが一応の完結、新たなる「次代」のキャラクターが登場する新シリーズがスタートした（ほぼ同時期にアニメも『新ビックリマン』へと移行）。一度は下降した人気も、アニメ人気やプリズムシールの復活によってある程度持ち直した。1991年には『スーパービックリマン』も併売され、シールもチョコも一回り大きくなって値段も1個50円と値上がりした。こちらは旧シリーズをリメイクしたキャラクターたちが登場し、プリズムやホログラムのほかCGもふんだんに使われた意欲的な商品といえる。これらの展開により、ビックリマンシリーズは今一度の盛り上がりを見せていた。
しかし、長きに渡る販売商品ゆえの消費者側の疲弊やブームの沈静化は否定できないものになっており、アニメ『新ビックリマン』の終了（アニメは『スーパービックリマン』へと移行）とともに、メディア面での露出は縮小の一途を辿り、「悪魔VS天使シリーズ」はシール独自の展開へと移行する。最盛期の売り上げは100億円を超えていたが、そのころには40億円にまで落ち込んでいたといわれた。
そして1992年には、悪魔VS天使シールを礎とする一連のシリーズの商品は展開を終了。翌1993年にアニメ『スーパービックリマン』も終了した。こうして、約10年近くに渡るビックリマンシリーズのブームは終焉を迎えた。

#### レアなシール
ビックリマンシール、特にマニアが多い「悪魔VS天使」シリーズのシールには後々にも高額で取引されたものも少なくない。ヘッドと呼ばれるプリズム処理を施されたシールは入手率が低く、当時から希少価値が高かった。
また一般発売されなかった商品のシールも非常に高額で取引されることもある。特に「スーパーオリオンシリーズ」と呼ばれる1988年にロッテオリオンズの本拠地川崎球場でファンのみに配布されたものは、希少価値が高い。当時の有藤道世監督の他、牛島和彦、村田兆治、荘勝雄、上川誠二、愛甲猛、横田真之、古川慎一、西村徳文、水上善雄の9人の選手がキャラクターのモデルとなった。「パート1」と「パート2」のヴァージョン違いがあり、市販はされていない。
その次に貴重な「福袋版」は、正月の一時期限定で販売されたものであり、マニアの間で1枚数万円 - 数十万円で売買されている。3番目に人気があるのは「アイス版」と呼ばれる、アイスの中に入っていたシールである。基本的なデザインはチョコ版のデザインとほぼ同様であるが、色合いなどが違っている。アイス版の中でも特に人気があるのは、12弾・15弾のヘッドである。この時期はビックリマンシールの人気がやや低迷しており、アイス版のシールが少ししか現存していない。チョコ版はアイス版より人気がないが、一部のシールは現在でも高い人気を博している。特に人気があるものは、ブラックゼウスホログラム、ヘラクライスト赤、ヘラクライスト緑、魔肖ネロ、ヘッドロココ・後半27弾以降のヘッドなどである。どのくらいの値段がつくかは、シール自体のレア度だけでなく、シールの状態、バージョン裏紙の色違い、プリズムの向きの違い（たとえばブラックゼウスはすべての版でレアなわけではない）などが関係する。特に古いシールは状態のいいものが少ないことから、状態のいいシールはかなりの高値で売買される。

#### 女児向けのビックリマン
男児向け作品のビックリマンであるが、女児にも人気を誇っていた。そういった人気に応えるためにブーム当時、少女向け児童漫画誌『ぴょんぴょん』に藤井みどり作の「ビックリマン 愛の戦士ヘッドロココ」が掲載された。物語は次界探しをする初代ビックリマン世界観を元に、天使ヘッドロココと悪魔マリアの恋愛を書いた冒険物語。
ポニーキャニオンからイメージアルバムも発売されており、収録曲の中には、チャゲ&飛鳥（現・CHAGE and ASKA）のASKAが旧名・飛鳥涼名義で作曲している（別名義につき、公式サイトには表記されていない）。
基本的ストーリーは初代ビックリマンと同じであるが、以下の設定が大きく変わっている。
1. 聖フェニックス・サタンマリアは幼名であり、物語開始時はそれぞれ、ヘッドロココ・ワンダーマリアという成人名で登場。
2. ヘッドロココがスーパーゼウスの孫（ただし、これは物語後期の後付け設定）。
3. 天魔界主導権は全てノアの一族が統治している。

特にストーリー構造上において、漫画オリジナルのキャラクターが作られ、既成キャラクターの多くが降板されている（スーパーゼウスの孫という設定のため、そのまま行けば祖父母にあたる超聖神と大叔父にあたるブラックゼウスが未登場。逆に本編では話題を避けていたサタンマリアの父親が登場。）。
『ぴょんぴょん』連載時はビックリマンの少女版として話題となり、かなりの上位人気をキープしていたが、1992年に同誌が休刊し、『ちゃお』に移動したものの、読者層の違いから、数ヶ月で連載終了となる。
単行本はてんとう虫コミックスから全7巻が発行。現在はブッキングから全3巻が購入可能。
また、イメージアルバム内部でのキャスティングで、ヘッドロココ、ワンダーマリア、愛然かぐや、魔胎伝ノア、ヤマト神帝、アリババ神帝、神帝ピーターの声優が設定されており、「ビックリマンシリーズ」ではなく「ビックリマンの作品」という枠で見れば、イメージアルバムのキャストが2代目声優となる。
92年頃にはスーパービックリマンと同時に「ビックリコ」シリーズとして「魔女の鏡」（全4弾）がリリース。女神、妖精、魔女の3すくみとなり、ヘッドシールも存在した。続いて「魔法の水晶」（全1弾）も出て、こちらではすくみなどは廃止され、1枚の全面シールのほかにチップと呼ばれる型抜きされたシールが含まれ、かつてのビックリマンのコンセプトのように貼り付け遊びを押し出している。

### 1993年以降
1993年には、「ドッキリダービーシリーズ」という新たなシリーズが開始されたもののわずか1弾で終了。1995年には「運の王様」がリリースされ、幸運、不運、悪運といった具合に悪魔VS天使シールの3すくみを彷彿とさせるシールシリーズが登場したが、「悪魔VS天使」時代のようなブームをもたらすことはできなかった。「悪魔VS天使」シリーズの復活を求める声もあり、1999年には世界観を一新した「ビックリマン2000 バグ悪魔とギガ天使シリーズ」が開始され、2000年にテレビアニメ化された。

### 悪魔VS天使シリーズの復活
「悪魔VS天使」20周年となる2006年には「悪魔VS天使シール ひかり伝」と題し、「悪魔VS天使」と同じ世界観を持つ新シリーズが開始され、その後も継続されている。2012年からは「ビックリマン伝説」と題して「悪魔VS天使」シリーズを第1弾から全キャラクターをエンボスメタルシールで復刻していく商品シリーズが発売。2018年秋には33弾後の完全な続編となる34弾が発売。
2014年3月には、当シリーズ30周年記念としてファン投票で選ばれた42種類を復刻、地域限定で販売された。また、千葉ロッテマリーンズの里崎智也が「ビックリマンPR大使」に就任した。

### コラボレーション
2000年代に入ると「悪魔VS天使」シリーズをモチーフとし、続々と他作品や団体とコラボレーションしたビックリマンチョコが発売され、一部のシリーズではグリーンハウスがイラストを手掛けている。ここでは、シールがビックリマンと同一規格のものを紹介する。

#### グリーンハウス以外のイラストレーター及び原作イラストを使用したもの
- ニコニコ動菓（ニコニコ動画）
- サッカー応援 ウェハースチョコ（プロサッカー）
- 初音ミク ライブステージ伝説 / ミックリマンチョコ（初音ミク）
- 劇場版 HUNTER×HUNTER 緋色の幻影 ドッキリテクスチャー ウェハースチョコ（『劇場版 HUNTER×HUNTER 緋色の幻影』）
- 50th ANNIVERSARY サンデー・マガジン セブン-イレブン ウェハースチョコ（『週刊少年サンデー、週刊少年マガジン』）
- 弱ペダマンチョコ（『弱虫ペダル』）
- キャプ翼マンチョコ（『キャプテン翼』）
- 聖闘士星矢マンチョコ（『聖闘士星矢』）
- FGOマンチョコ（『Fate/Grand Order』） ｰ ローソン限定販売
- 刀剣乱舞マンチョコ（『刀剣乱舞』） ｰ ファミリーマート限定販売
- Uフェスマンチョコ（UUUM在籍のユーチューバー） ｰ ローソン限定販売
- ホロライブマンチョコ（ホロライブ所属のVチューバー） ｰ ローソン限定販売
- ブルーロックマンチョコ（『ブルーロック』）
- ブルアカマンチョコ（『ブルーアーカイブ』）- ローソン限定発売
- フリーレンマンチョコ（『葬送のフリーレン』） ｰ ファミリーマート限定販売

#### グリーンハウスによるもの
- ビッ狩りマンチョコ（『モンスターハンターシリーズ』）
- ビックリマン プロ野球チョコ（プロ野球、またはカルビー）
- ももクロマンチョコ（ももいろクローバーZ） - コラボ商品の中では最大の売上（2016年現在）[11]。
- 北斗のマンチョコ（『北斗の拳』）
- パズドラマンチョコ（『パズル&ドラゴンズ』）
- スターウォーズ ビックリマンチョコ（『スターウォーズ』）
- 肉リマン（『キン肉マン』）
- よしもとビックリマン芸人チョコ（よしもと芸人）- コアラのマーチwithよしもとコアラ芸人2も発売された。
- ワンピースマンチョコ（『ONE PIECE』）
- AKBックリマンチョコ（AKB48グループ） - AKB48 45thシングル 選抜総選挙に当選した商品発売時の現役メンバーが、チームEAST（AKB48・NGT48メンバー）とチームWEST（SKE48・NMB48・HKT48メンバー）に分けて構成されている[12]。
- 進撃の巨人マンチョコ（『進撃の巨人』）
- キングダムマンチョコ（『キングダム』）
- けものフレンズマンチョコ（『けものフレンズ』）
- ドラゴンボールマンチョコZ（『ドラゴンボールZ』）
- ドラゴンボールマンチョコ超（『ドラゴンボール超』）
- ユニバーサルマンチョコ（ユニバーサル・スタジオ・ジャパン） ｰ USJで限定販売された。
- 機動戦士ガンダムマンチョコ（『機動戦士ガンダム』） ｰ 地球連邦サイドとジオン公国サイドに分けて構成して販売。
- エヴァックリマンチョコ（『新世紀エヴァンゲリオン』） - 『新劇場版:序&:破』と『新劇場版:Q』に分けて構成して販売。
- 歌舞伎チョコ（松竹）
- 鬼滅の刃マンチョコ（『鬼滅の刃』）
- Bチューバーマンチョコ（UUUM在籍のユーチューバー）
- ドラゴンクエスト＜ダイの大冒険＞マンチョコ（『DRAGON QUEST -ダイの大冒険-』）
- 呪術廻戦マンチョコ（『呪術廻戦』）
- スパイファミリーマンチョコ（『SPY×FAMILY』）
- 【推しの子】マンチョコ（『【推しの子】』） ｰ ＜光＞と＜影＞に分けて構成して販売。

## メディアミックス
ビックリマンのアニメ、漫画などの展開が行われたのは「悪魔VS天使シール」、11代目「スーパービックリマン」、14代目「ビックリマン2000」、そして2006年以降の「ビックリマンひかり伝」シリーズなどである。

### アニメ
ビックリマン
『ビックリマン 悪魔VS天使シール』第1弾 - 第18弾を原作とし、朝日放送（ABC、現・朝日放送テレビ）・旭通信社（現・ADKグループ）・東映動画（現・東映アニメーション）製作、テレビ朝日系列にて1987年 - 1989年放送
新ビックリマン
『ビックリマン 悪魔VS天使シール』第19弾 - 第24弾を原作とし、ABC・旭通信社・東映動画製作、テレビ朝日系にて前シリーズの翌週より開始、1989年 - 1990年放送
スーパービックリマン
『スーパービックリマン』を原作とし、ABC・旭通信社・東映動画製作、テレビ朝日系にて1992年 - 1993年放送
ビックリマン2000
『ビックリマン2000』を原作とし、テレビ東京・NAS・スタジオコメット製作、テレビ東京系列にて1999年 - 2001年放送
祝!(ハピ☆ラキ)ビックリマン
『ビックリマンひかり伝』を原作とし、テレビ朝日・東映アニメーション製作、テレビ朝日・BS朝日・秋田朝日放送にて2006年 - 2007年放送
本作はシリーズ中唯一、地上波でのネットワークセールスが実施されなかった。
ビックリメン
『悪魔vs天使』シリーズの世界観をベースにした過去の作品とは異なり、現代社会に近い世界観でシールのコレクター同士の抗争を描く。キャラクター原案は武井宏之で制作はシンエイ動画、アニメーション制作はレスプリ。2023年放送

### 漫画
悪魔VS天使シール、スーパービックリマン、およびビックリマン2000を元にして『月刊コロコロコミック』に連載された漫画、およびその単行本のほか、悪魔VS天使シールに主な登場人物、登場地域を依拠しつつ、大幅にデフォルメを施した少女漫画『愛の戦士ヘッドロココ』が存在する。シール、アニメ、漫画でストーリーが多かれ少なかれ異なっていることが多い。『コロコロ』では主にコミカライズを竹村よしひこが担当。学年誌ではそれぞれ学年、時期によって複数の異なる漫画家が執筆している。
おちよしひこのスーパービックリマンの漫画は、非常にシリアス（アニメ版も従来に比べれば非常にシリアスではあるが）な重い内容で、小学生以上の層でも一部人気となったが打ち切りになる。

#### 主要な作品
- ビックリマン
  - コロコロコミック 竹村よしひこ - 1987年1月号〜1990年8月号連載。別冊、増刊での掲載もあり。単行本はてんとう虫コミックスで全7巻。ギャグタッチのストーリー漫画で、第24弾までの物語が独特の解釈によって描かれている。スーパーゼウスを一応の主人公としながらもエピソードごとに様々なキャラが主役を務めるという作品で、ロココ、ヤマト、マルコといった重要キャラ以外にもお守りや悪魔が主役となる回も多かった。単行本第1巻は連載開始から1年半後に発売されており、その間にはコロコロ増刊号で100ページもの再録も行っている。
  - てれびくん 竹村よしひこ
  - 小学一年生 沢田ユキオ
  - 小学二年生 玉井たけし
  - 小学三年生 宮野隆司、沢田ユキオ
  - 小学四年生 玉井たけし、しごと大介
  - 小学五年生 沢田ユキオ
  - 小学六年生 斉藤栄一
- ニュービックリマン
  - てれびくん 竹村よしひこ
- 少年ビックリマンクラブ
  - コロコロコミック なかのともひこ
- 愛の戦士ヘッドロココ
  - ぴょんぴょん→ちゃお 藤井みどり
- スーパービックリマン
  - コロコロコミックおちよしひこ
  - 小学一年生 樫本学ヴ、沢田ユキオ
  - 小学二年生 樫本学ヴ
  - 小学三年生 樫本学ヴ
  - 小学四年生 おちよしひこ
- ビックリマン2000
  - コロコロコミック 犬木栄治
  - 小学一年生 むさしのあつし
  - 小学二年生 むさしのあつし
  - 小学三年生 むさしのあつし
  - 小学四年生 大泉太一
  - 小学五年生 大泉太一

### ゲーム
- ビックリマンワールド - 1987年 / PCエンジン
- ビックリマン大事界 - 1988年 / PCエンジン CD-ROM2
- ビックリマンワールド 激闘聖戦士 - 1990年 / ファミリーコンピュータ
- スーパービックリマン 伝説の石版 - 1992年 / ゲームボーイ
- スーパービックリマン - 1993年 / スーパーファミコン
- ビックリマン2000 ビバ! フェスチバァ! - 2000年 / ドリームキャスト
- ビックリマン2000 ビバ! ポケットフェスチバァ! - 2000年 / ネオジオポケット
- ビックリマン2000 チャージングカードGB - 2000年 / ゲームボーイカラー
- ビックリマン大事典 - 2007年 / ニンテンドーDS
- ビックリマン☆モバイル - 2007年 / 携帯電話
- ビックリマン (モバイルゲーム) - 2011年 / GREE・mixiゲーム･dゲーム
- ビックリマン 漢熟覇王 三位動乱戦創紀 - 2011年 / ニンテンドー3DS
- ビックリマンコレクターズバトル - 2013年 / Mobage（2014年6月30日に配信サービス終了）
- ビックリマン 天使VS悪魔 人生ゲーム - 2015年 / ボードゲーム。天使VS悪魔シリーズ30周年記念

### 書籍

#### ゲームブック
- ビックリマン 若神子の冒険 - パッションプレイ（編集）、バンダイ、1988/6
- ビックリマン 無縁ゾーンの秘宝 - 尾崎克之・レッカ社、双葉文庫、1988/7
- ビックリマン（全7巻） - 高野富士雄、徳間書店アニメージュ文庫、1988-1989
- ビックリマン2 天聖門を開けろ! - 尾崎克之・レッカ社、双葉文庫、1988/12

#### 小説
- スーパービックリマン VOL.1 伝説の四聖戦士 - 窪内裕・越智善彦、小学館スーパークエスト文庫、1993/5（※続巻無し）
- ビックリマン2000 集中豪無編 - 冨岡淳広（オンライン小説）、2001-2002
- ビックリマン漢熟覇王（全3巻） - 下田淳・ビックリマン漢熟覇王プロジェクト、金の星社、2011-2012

#### ゲーム攻略本
- ビックリマンワールド（PCエンジン）完全攻略法（ワンダーライフスペシャル31） - 小学館 (1988/1)
- チャージングカードゲーム ビックリマン2000 完全攻略BOOK（ワンダーライフスペシャル） - 小学館 (2000/7)
- ビックリマン最強データブック（講談社 Mook） - 講談社 (2013/11/27)

#### アニメ解説本
- ビックリマン おもしろランド（全15巻） - 企画者104（編集）、秋田書店 1988-1989
- ビックリマン ドッキリパック（1 - 5、総集編） - ケイブンシャ大百科別冊
- 新ビックリマン大百科（1 - 4、全アニメ大百科、オールキャラクター） - ケイブンシャ
- 新ビックリマン おもしろランド（全6巻） - 企画者104（編集）、秋田書店 1989-1990

#### 悪魔VS天使シリーズ 公式シールカタログ
- ビックリマン シール完全百科 悪魔vs天使（ワンダーライフスペシャル） - 小学館 (1988/8)
- ビックリマン 悪魔vs天使シール大全集（ワンダーライフスペシャル） - 小学館 (1990/7)
- ビックリマン シール完全大百科
初回限定版（ハードカバー） - 小学館 (2000/10)
通常版（ソフトカバー） - 小学館 (2000/12)
増補版 - 小学館 (2002/10)

#### 悪魔VS天使シリーズ 公式関連本
- ビックリマン 大教典 - 小学館 (2006/10)
- 超完本 ビックリマン - 小学館 (2007/8)
- ビックリマン 原画大全 - 飛鳥新社 (2014/8/26)

#### 悪魔VS天使シリーズ 解説本
- ビックリマン超特集（別冊コロコロコミックスペシャルビッグサマー増刊号） - 小学館 (1987/08/30)
- ビックリマン超特集2（別冊コロコロコミックスペシャル増刊号） - 小学館 (1988/02/29)
- ビックリマンシール大百科（小学館のカラーワイド） - 小学館 (1989/12)
- ビックリマン･シールコレクション 悪魔vs天使編 第1弾全シール付き - 宝島社 (2010/4/19)
- ビックリマン･シールコレクション 悪魔vs天使編 80'sチルドレンセレクション - 宝島社 (2012/3/15)
- ビックリマン・シールコレクション 悪魔VS天使編 80年代熱狂シールセレクション - 宝島社 (2012/11/27)
- ビックリマンシール大全集（別冊宝島2297） - 宝島社 (2015/1/30)

### 舞台演劇
『ビックリマン ザ☆ステージ』のタイトルで、2019年12月24日から29日まで六行会ホールを会場に公演された。
- スタッフ
  - 演出 - 中野智行 （PaniCrew）
  - 企画プロデュース - 有村昆
  - 主催 - RISE Communication
  - 制作・運営 - ライズコミュニケーション
  - 制作協力 - ロッテ

- キャスト
  - 天野真太郎 - 五十嵐雅、別所ユージ (Bluem of Youth) ※Wキャスト
  - 天野明子 - 悠木ゆうか、長尾有真 ※Wキャスト
  - 天野タケル - 牧野澪菜
  - スーパーゼウス - 有村昆、藤田幸哉（劇団ウルトラマンション) ※Wキャスト
  - ヤマト王子 - 小林正典
  - 聖フェニックス - ヨンミン（元BOYFRIEND）
  - 十字架天使 - 伊藤小春（ふわふわ）、大島涼花（元AKB48） ※Wキャスト
  - スーパーデビル - 聖矢、川島章良（はんにゃ） ※Wキャスト
  - ダークマター - インジュン、K (H5) ※Wキャスト
  - サタンマリア - 椎名ひかり、内田眞由美（元AKB48) ※Wキャスト
  - 牛若天使 - 川村海斗 (スクランブルガム）、KOCKY (AIRPEN) ※Wキャスト
  - ピーター神子 - 田中順也(WhiteA）、二戸優生（【UNIVERSAL BOYS】） ※Wキャスト
  - 騎神アリババ - 持田悠生 (NetsuAc）
  - 魯神フッド - 双葉小太郎 (9bic)、信賀涼介 (BESTIALITY) ※Wキャスト
  - 本釣帝 - 吉田翔馬（【SUMITSUKI BOYS】）、松永有紘 (NetsuAc) ※Wキャスト
  - 天使男ジャック役 - 丹羽達也 (SELLOUT)
  - 悪魔男トカレフ - 藤澤勇希、池田絢亮 ※Wキャスト
  - 悪魔男 ナンブ - 大誉貴弘、山口拳生 ※Wキャスト
  - 悪魔男 コルト - 阿部公平、川﨑幹太 ※Wキャスト
  - 悪魔男 ルガー - 額川大和、掛川冬馬 ※Wキャスト
  - ベレッタ - 足立華、美桜 ※Wキャスト
  - アストラ - 栗本唯梨、平衿華 ※Wキャスト

## 韓国版
1988年にロッテ製菓（韓国）が、ビックリマンと同様におまけとしてシールが封入された『スリスリ風船ガム』（수리수리 풍선껌）を販売していた。
2001年にはビックリマン2000スナックが発売され、1〜2弾のシールが2枚封入されていた。
2010年にまんだらけ出版から、『まんだらけさん家のシール図鑑VOL.01 韓流ビックリマンシール【スリスリ】編』が発売された。